# Platanthera dilatata
Platanthera dilatata es una especie de orquídea terrestre perteneciente a la familia Orchidaceae. Es nativa de  los Estados Unidos.

## Descripción
Es una orquídea de gran tamaño, que prefiere temperaturas frías, con hábitos terrestres, se encuentra en las ciénagas, pantanos y prados húmedos, con un tallo alargado lleva 2 hojas largas y flores en  una inflorescencia terminal erecta de 30 a cm de largo, con hasta 70 flores,  las flores son fragantes y se producen en el verano.

## Taxonomía
Piperia dilatata fue descrita por (Pursh) Lindl. ex Beck y publicado en Botany of the Northern and Middle States 347. 1833.
Platanthera blephariglottis fue descrita por (Willd.)Lindl. y publicado en The Genera and Species of Orchidaceous Plants 291. 1835.
Etimología
Platanthera: nombre genérico que procede del griego y significa "antera amplia" refiriéndose a la separación de la base de los loculos polínicos.   
dilatata: epíteto latíno que significa "expandida".
Sinonimia
- Orchis dilatata Pursh, Fl. Amer. Sept. 2: 588 (1813).
- Habenaria dilatata (Pursh) Hook., Exot. Fl. 1: t. 95 (1823).
- Platanthera hyperborea subsp. dilatata (Pursh) Rchb.f. in H.G.L.Reichenbach, Icon. Fl. Germ. Helv. 13-14: 126 (1851).
- Limnorchis dilatata (Pursh) Rydb. in N.L.Britton, Man. Fl. N. States: 294 (1901).
- Platanthera hyperborea var. dilatata (Pursh) Kraenzl., Orchid. Gen. Sp.: 642 (1901).
- Piperia dilatata (Pursh) Szlach. & Rutk., Acta Bot. Fenn. 169: 380 (2000)[4]